# Ťi-čou (Tchien-ťin)
Ťi-čou (čínsky pchin-jinem Jìzhōu, znaky zjednodušené 蓟州, tradiční 薊州) je městský obvod v Čínské lidové republice, je nejsevernější částí přímo spravovaného města Tchien-ťin, do roku 1973 byl jedním z okresů provincie Che-pej. Obvod má rozlohu 1590 čtverečních kilometrů a v roce 2000 v něm žilo 800 tisíc obyvatel.
Do roku 2016 byl jediným horským okresem města Tchien-ťin, roku 2016 byl reorganizován v městský obvod. Významný je historickými památkami. Na hoře Pchan-šan stojí řada buddhistických chrámů postavených v mingské a čchingské éře, turistickou atrakcí je místní úsek Velké čínské zdi v průsmyku Chuang-ja.
V dobách dynastie Tchang byl znám jako Jü-jang (čínsky pchin-jinem Yú Yáng, znaky zjednodušené 渔阳, tradiční 漁陽.
V mingské době byl nazýván Ťi-čen a bylo zde sídlo jednoho z pohraničních vojenských velitelství.